# Дом Хлебниковой
Дом А. Ф. Хлебниковой — жилое здание XVIII века в Москве по адресу: ул. Новая Басманная, 9. Объект культурного наследия федерального значения.
Дом стоит в глубокой выемке, образовавшейся при устройстве железнодорожной соединительной ветки. Когда-то это был пышный особняк знати. Правая часть нынешнего здания является первоначальной постройкой, возникшей здесь примерно в 1740—1750-х годах, владел ей М. А. Ахлестышев. Дом чудом уцелел в пожаре 1812 года, и был продан вдовой Хлебникова графу Григорию Алексеевичу Салтыкову.
В 1850-е годы его покупает Флор Яковлевич Ермаков. Новый хозяин переделывает фасады и интерьеры, дом получает современный, менее привлекательный вид. Владелец дома умер в 1895 году, дом по завещанию перешел его супруге Екатерине Корнеевне Ермаковой, а после её смерти — сыну Дмитрию Флоровичу Ермакову.
В 2015 году в здании располагался главный корпус Института инновационных технологий и предпринимательства.
С 2019 года в здании располагается Всероссийское казачье общество.

## Владельцы
- 1793—1796 — Михаил Родионович Хлебников
- 1796 — вдова М. Р. Хлебникова — А. Ф. Хлебникова.
- 1812—1850 — Григорий Алексеевич Салтыков
- 1850 — Флор Яковлевич Ермаков.

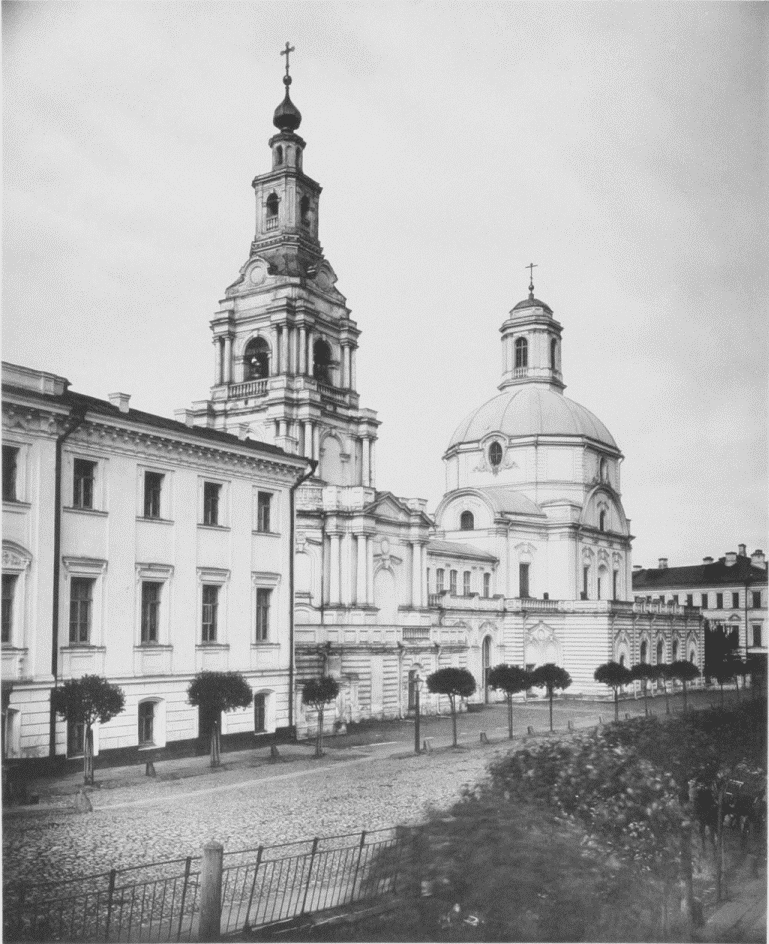
часть здания
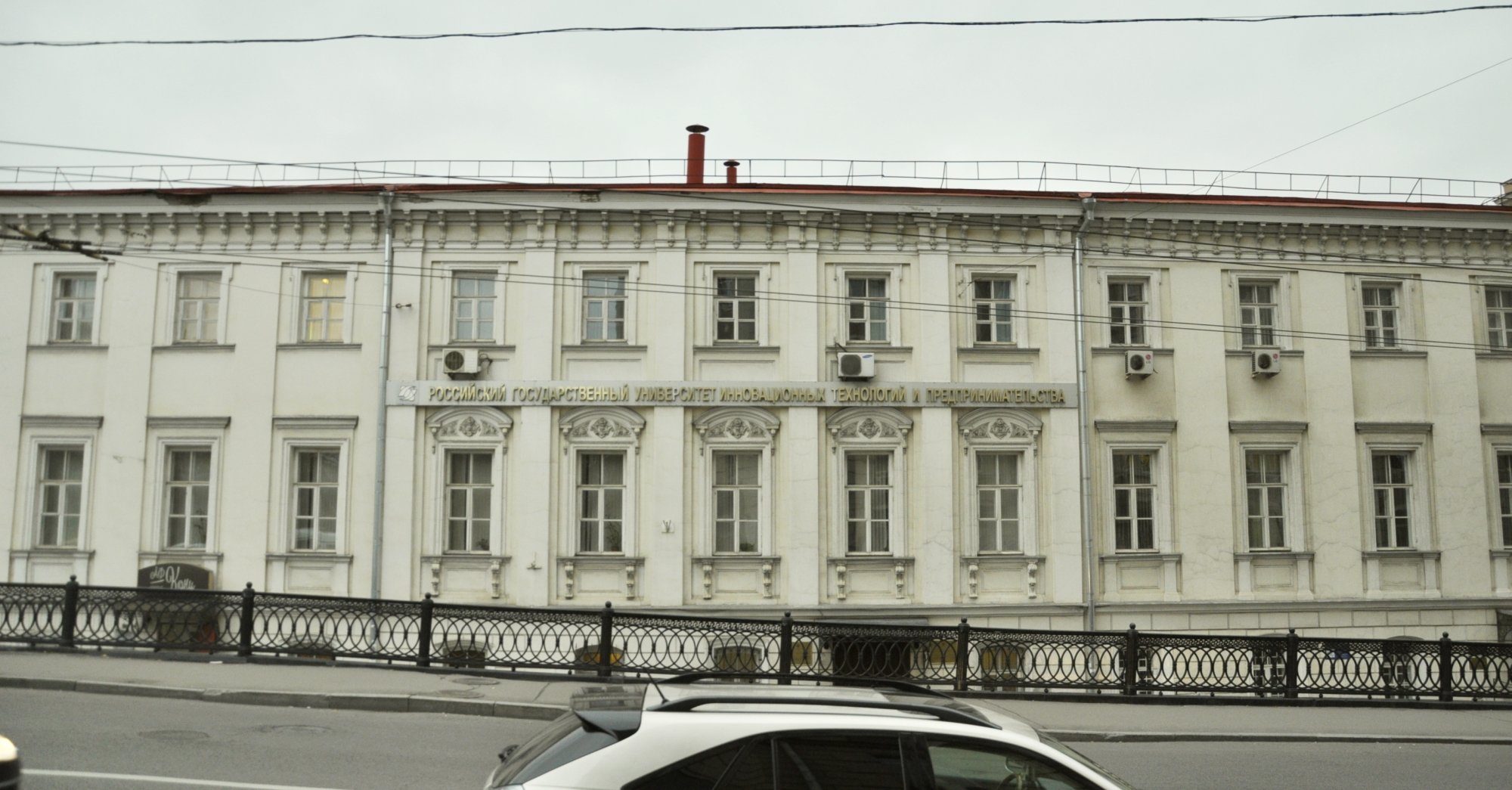
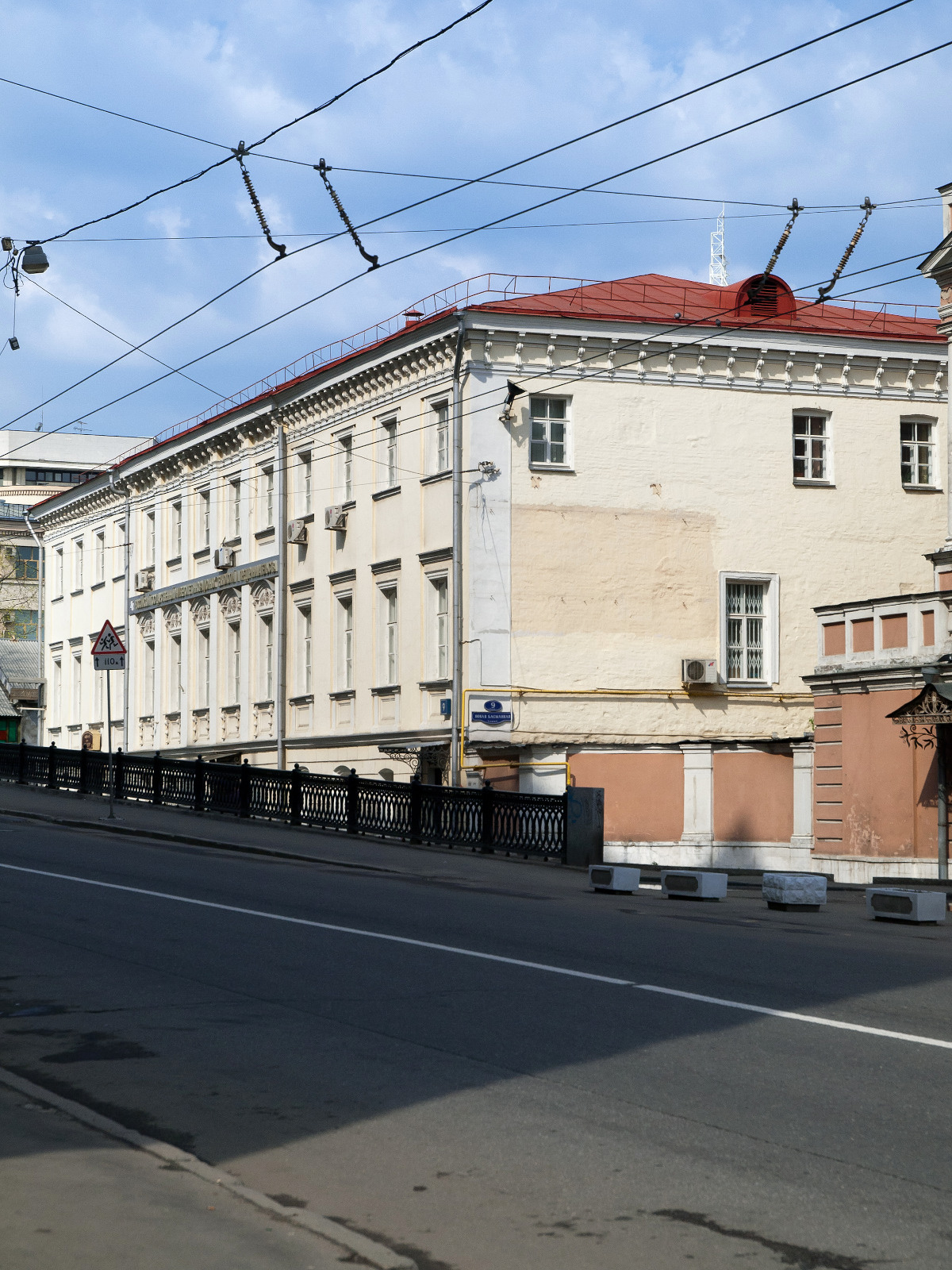